# Rhinella stanlaii
Espèce
Synonymes
- Bufo stanlaii Lötters & Köhler, 2000

Statut de conservation UICN

 LC  : Préoccupation mineure
Rhinella stanlaii est une espèce d'amphibiens de la famille des Bufonidae.

## Répartition
Cette espèce est endémique de Bolivie. Elle se rencontre dans les départements de Cochabamba, de La Paz et de Santa Cruz entre 1 000 et 2 300 m d'altitude sur le versant amazonien de la cordillère Orientale.

## Description
Les mâles mesurent de 39,1 à 54,1 mm et les femelles de 57,2 à 59,4 mm.

## Étymologie
Cette espèce est nommée en l'honneur de Stanley Lai.

## Publication originale
- Lötters & Köhler, 2000 : A new toad of the Bufo typhonius complex from humid montane forests of Bolivia (Amphibia, Anura, Bufonidae). Spixiana, vol. 23, no 3, p. 293-303 (texte intégral).